# Římskokatolická farnost Lipová-lázně
Římskokatolická farnost Lipová-lázně je územní společenství římských katolíků v rámci děkanátu Jeseník ostravsko-opavské diecéze.

## Historie
Farnost byla v Lipové zřízena vyfařením z farnosti Jeseník v roce 1785 v důsledku josefinských reforem duchovní správy. Současně byl vystavěn klasicistní kostel sv. Václava. Vysvěcení nového kostela se konalo 2. listopadu 1788. V letech 1968–1969 byl jeho interiér pronikavě změněn v duchu reforem druhého vatikánského koncilu. Další velmi výrazná změna interiéru proběhla v květnu roku 2014.
Farnost měla do 31. července 2016 sídelního duchovního správce, od 1. srpna 2016 byla farnost administrována z Vápenné. Od července 2018 byl opět jmenován do farnosti sídelní duchovní správce.

## Bohoslužby
| Kostel             | Místo        | Bohoslužba             | Bohoslužba             | Poznámka     |
| ------------------ | ------------ | ---------------------- | ---------------------- | ------------ |
| Kostel sv. Václava | Lipová-lázně | neděle ostatní dny     | 9.00 dle ohlášení      | farní kostel |
| Kaple sv. Rocha    | Ramzová      | neslouží se pravidelně | neslouží se pravidelně | obecní kaple |

## Seznam duchovních správců
- 1785 - 1792 R.D. Johann Rother exOPraem (prvofarář)
- 1792 - 1793 R.D. Johann Nep. Bahr (administrátor
- 1793 - 1796 R.D. Johann Nep. Bahr (farář)
- 1796            R.D. Johann Peter (administrátor)
- 1796 - 1802 R.D. Friedrich Ignatz Javobus Josephus Linke (farář)
- 1802            R.D. Franciscus Josephus Felix Groch (Gross) exOFMCap (administrátor)
- 1802 - 1807 R.D. Anton Brandl (farář)
- 1807 - 1808 R.D. Franciscus Josephus Felix Groch (Gross) exOFMCap (administrátor)
- 1808 - 1811 R.D. Joseph Scholz (farář)
- 1811 - 1812 R.D. Joannes Franciscus Florianus Kahler (administrátor)
- 1812 - 1814 R.D. Joannes Franciscus Florianus Kahler (farář)
- 1814            R.D. Johann Joseph Pflützner (Pfützner) (administrátor)
- 1814 - 1849 R.D. Ignatz Blasius Johann Nep. Florian Philip (farář)
- 1849            R.D. Johann Joseph Werner (administrátor)
- 1849 - 1860 R.D. Ignatz Christoph Stöhr (farář)
- 1860 - 1861 R.D. Mathias Emanuel Bendl (Bendel) (administrátor)
- 1861 - 1874 R.D. Mathias Emanuel Bendl (Bendel) (farář)
- 1874            R.D. ThDr. Joseph Wurscher (administrátor)
- 1874 - 1899 R.D. Ferdinand Scheithauer (farář)
- 1899 - 1900 R.D. Albert Hettwer (administrátor)
- 1900 - 1924 R.D. Franz de Paula Johann Nitschmann (farář)
- 1925 - 1949 R.D. Karl Seichter (farář)
- 1951 - 1955 R.D. Alois Proszek
- 1965 - 1966 R.D. Teofil Gorgosz (administrátor)
- 1966 - 1969 R.D. František Nogol (administrátor)
- 1969 - 1975 R.D. Ernest Dostal (administrátor)
- 1975 - 2012 R.D. Jindřich Žagan (farář)
- 2012 - 2013 R.D. Pavel Schwarz (ex currendo z Jeseníka)
- 2013 - 2016 R.D. Janusz Karol Romanski (administrátor)
- 2016 - 2018 R.D. Mgr. Jiří Filipec (ex currendo z Vápenné)
- od r. 2018 P. Mgr. Waldemar Jan Woźniak, OT (administrátor)